# Sistema de ligas de futebol de Portugal
O sistema de ligas de futebol de Portugal refere-se ao conjunto de ligas que formam o campeonato português de futebol. É constituída por mais de 100 clubes e permite aos clubes subirem e descerem de divisão, variando assim as equipas das divisões durante os anos. Para além disto, algumas ligas dão acesso a torneios, tanto internos como externos.

## Estrutura

### Primeira Liga
O primeiro escalão do sistema de ligas de futebol de Portugal é a Primeira Liga, competição mais importante de Portugal constituída por 18 clubes. Para além do direito ao título de campeão nacional, esta liga promove o acesso tanto à Liga dos Campeões da UEFA como à Liga Europa da UEFA e à Liga Conferência da UEFA, dependendo da classificação de cada uma das equipas. Adicionalmente, todos os participantes entram na Taça de Portugal e na Taça da Liga. Esta liga é organizada pela LPFP. Os dois últimos classificados descem para a Segunda Liga, e o antepenúltimo disputa um playoff contra o terceiro classificado da Segunda Liga.

### Segunda Liga
O segundo escalão do sistema de ligas de futebol de Portugal corresponde à Segunda Liga, um campeonato que é constituído por 18 equipas que promove para o primeiro escalão e rebaixa para a Liga 3. Esta liga é também organizada pela LPFP. As equipas B podem descer de escalão, mas não podem subir para o mesmo escalão da equipa principal. Se uma equipa principal descer para o escalão em que atua a equipa B, essa equipa desce automaticamente independentemente da classificação na liga. As duas equipas melhores classificados sobem para a Primeira Liga (excluindo equipas B) e as duas piores classificadas descem para a Liga 3. Todas as equipas da Segunda Liga (à exceção das equipas B) participam na Taça de Portugal e na Taça da Liga.

### Liga 3
O terceiro escalão do sistema de ligas de futebol de Portugal corresponde à Liga 3, um campeonato, organizado pela FPF, constituído por 20 equipas, distribuídas por 2 séries de 10 equipas cada, em que as 6 piores equipas de cada série disputam play-offs entre si de modo a determinar as 4 equipas despromovidas e as 4 melhores equipas de cada série disputam play-offs entre si de modo a determinar as duas equipas promovidas e o vencedor da competição. Promove para o segundo escalão e rebaixa para o Campeonato de Portugal. As equipas B podem descer de escalão, mas não podem subir para o mesmo escalão da equipa principal. Se uma equipa principal descer para o escalão em que atua a equipa B, essa equipa desce automaticamente independentemente da classificação na liga. Todas as equipas da Liga 3 (à exceção das equipas B) participam na Taça de Portugal.

### Campeonato de Portugal
O Campeonato de Portugal é o quarto escalão do sistema de ligas de futebol de Portugal e é organizado pela FPF. As equipas B podem descer de escalão, mas não podem subir para o mesmo escalão da equipa principal. Se uma equipa principal descer para o escalão em que atua a equipa B, essa equipa desce automaticamente independentemente da classificação na liga. Esta prova é disputada por 56 equipas, distribuídas por 4 séries de 14 equipas cada, em que 5 equipas de cada série são despromovidas e as 2 melhores equipas de cada série disputam play-offs entre si de modo a determinar as duas equipas promovidas e o vencedor da competição. Promove para o segundo e terceiro escalões e rebaixa para os Campeonatos Distritais. Todas as equipas do Campeonato de Portugal (à exceção das equipas B) participam na Taça de Portugal.

### Campeonatos Distritais
Os Campeonatos Distritais de futebol de Portugal são as competições masculinas profissionais adultas de futebol português que ocorrem em cada um dos distritos ou região autónoma do país. As equipas B e C podem descer de escalão, mas não podem subir para o mesmo escalão da equipa principal. Se uma equipa principal ou a sua equipa B descer para o escalão em que atua a equipa B ou a equipa C respetivamente, essa equipa desce automaticamente independentemente da classificação na liga. Alguns distritos têm mais do que 1 divisão (ver tabela abaixo) e os clubes vencedores das Taças Distritais disputam a Taça de Portugal, para além dos segundos classificados de cada Campeonato Distrital superior, na época imediatamente anterior, isto porque os primeiros classificados dos Campeonatos Regionais já garantem o acesso à Taça de Portugal através da sua presença no Campeonato de Portugal, ao qual são promovidos. As equipas B e C não podem participar na Taça de Portugal. Os Campeonatos Distritais superiores promovem para o Campeonato de Portugal. São organizados pelas Associações Distritais de Futebol.

## Sistema
A tabela seguinte mostra a estrutura do atual sistema.
| Nível | Ligas                             | Ligas                            | Ligas                            | Ligas                            | Ligas                            | Ligas                            | Ligas                            | Ligas                            |
| ----- | --------------------------------- | -------------------------------- | -------------------------------- | -------------------------------- | -------------------------------- | -------------------------------- | -------------------------------- | -------------------------------- |
| 1     | Primeira Liga 18 clubes           | Primeira Liga 18 clubes          | Primeira Liga 18 clubes          | Primeira Liga 18 clubes          | Primeira Liga 18 clubes          | Primeira Liga 18 clubes          | Primeira Liga 18 clubes          | Primeira Liga 18 clubes          |
|       | ↓↑ 2 clubes + 1 clube (play-offs) |                                  |                                  |                                  |                                  |                                  |                                  |                                  |
| 2     | Segunda Liga 18 clubes            | Segunda Liga 18 clubes           | Segunda Liga 18 clubes           | Segunda Liga 18 clubes           | Segunda Liga 18 clubes           | Segunda Liga 18 clubes           | Segunda Liga 18 clubes           | Segunda Liga 18 clubes           |
|       | ↓↑ 2 clubes + 1 clube (play-offs) |                                  |                                  |                                  |                                  |                                  |                                  |                                  |
| 3     | Liga 3 20 clubes                  | Liga 3 20 clubes                 | Liga 3 20 clubes                 | Liga 3 20 clubes                 | Liga 3 20 clubes                 | Liga 3 20 clubes                 | Liga 3 20 clubes                 | Liga 3 20 clubes                 |
| 3     | Série A 10 clubes                 | Série A 10 clubes                | Série A 10 clubes                | Série A 10 clubes                | Série B 10 clubes                | Série B 10 clubes                | Série B 10 clubes                | Série B 10 clubes                |
|       | ↓↑ 4 clubes                       |                                  |                                  |                                  |                                  |                                  |                                  |                                  |
| 4     | Campeonato de Portugal 56 clubes  | Campeonato de Portugal 56 clubes | Campeonato de Portugal 56 clubes | Campeonato de Portugal 56 clubes | Campeonato de Portugal 56 clubes | Campeonato de Portugal 56 clubes | Campeonato de Portugal 56 clubes | Campeonato de Portugal 56 clubes |
| 4     | Série A 14 clubes                 | Série A 14 clubes                | Série B 14 clubes                | Série B 14 clubes                | Série C 14 clubes                | Série C 14 clubes                | Série D 14 clubes                | Série D 14 clubes                |
|       | ↓↑ 20 clubes                      |                                  |                                  |                                  |                                  |                                  |                                  |                                  |

| Associação           | Campeonatos Distritais                     | Campeonatos Distritais                         | Campeonatos Distritais                    | Campeonatos Distritais              |
| Associação           | 1                                          | 2                                              | 3                                         | 4                                   |
| -------------------- | ------------------------------------------ | ---------------------------------------------- | ----------------------------------------- | ----------------------------------- |
| AF Lisboa            | Pro-Nacional 16 clubes                     | Divisão de Honra 16 clubes                     | 1ª Divisão 28 clubes (Séries A e B)       | 2ª Divisão 17 clubes                |
| AF Porto             | Divisão de Elite 32 clubes (Séries 1 e 2)  | Divisão de Honra 32 clubes (Séries 1 e 2)      | 1ª Divisão 32 clubes (Séries 1 e 2)       | 2ª Divisão 36 clubes (Séries 1 e 2) |
| AF Braga             | Pro-Nacional 18 clubes                     | Divisão de Honra 32 clubes (Séries A e B)      | 1ª Divisão 58 clubes (Séries A, B, C e D) |                                     |
| AF Aveiro            | Campeonato Safina 18 clubes                | 1ª Divisão 18 clubes                           | 2ª Divisão 41 clubes (Séries A, B e C)    |                                     |
| AF Algarve           | 1ª Divisão 12 clubes                       | 2ª Divisão 16 clubes                           |                                           |                                     |
| AF Beja              | 1ª Divisão 14 clubes                       | 2ª Divisão 20 clubes (Séries A e B)            |                                           |                                     |
| AF Coimbra           | Divisão de Honra 16 clubes                 | 1ª Divisão 17 clubes (Séries A e B)            |                                           |                                     |
| AF Évora             | Divisão de Elite 14 clubes                 | Divisão de Honra 11 clubes                     |                                           |                                     |
| AF Guarda            | 1ª Divisão 14 clubes                       | 2ª Divisão 9 clubes                            |                                           |                                     |
| AF Leiria            | Divisão de Honra 16 clubes                 | Campeonato Desportiva 23 clubes (Séries A e B) |                                           |                                     |
| AF Madeira           | Divisão de Honra 12 clubes                 | 1ª Divisão 7 clubes (Séries A e B)             |                                           |                                     |
| AF Santarém          | 1ª Divisão 14 clubes                       | 2ª Divisão 21 clubes (Séries A e B)            |                                           |                                     |
| AF Setúbal           | 1ª Divisão 16 clubes                       | 2ª Divisão 19 clubes (Séries A e B)            |                                           |                                     |
| AF Viana do Castelo  | 1ª Divisão 16 clubes                       | 2ª Divisão 18 clubes                           |                                           |                                     |
| AF Viseu             | Divisão de Honra 16 clubes                 | 1ª Divisão 22 clubes (Zonas Norte e Sul)       |                                           |                                     |
| AF Angra do Heroísmo | Campeonato de Futebol dos Açores 10 clubes | 1ª Divisão                                     |                                           |                                     |
| AF Horta             | Campeonato de Futebol dos Açores 10 clubes | 1ª Divisão                                     |                                           |                                     |
| AF Ponta Delgada     | Campeonato de Futebol dos Açores 10 clubes | 1ª Divisão                                     |                                           |                                     |
| AF Bragança          | Divisão de Honra 11 clubes                 |                                                |                                           |                                     |
| AF Castelo Branco    | Divisão de Honra 11 clubes                 |                                                |                                           |                                     |
| AF Portalegre        | 1ª Divisão 10 clubes                       |                                                |                                           |                                     |
| AF Vila Real         | Divisão de Honra 15 clubes                 |                                                |                                           |                                     |